# Saturn Award für die beste Musik
Folgende Komponisten haben den Saturn Award für die beste Musik gewonnen:
| Jahr | Preisträger                     | Film                                                   | Weitere Nominierungen |
| ---- | ------------------------------- | ------------------------------------------------------ | --- |
| 1975 | Bernard Herrmann                | Sonderauszeichnung für das Gesamtwerk                  | keine weiteren Nominierungen |
| 1976 | Miklós Rózsa                    | Sonderauszeichnung für das Gesamtwerk                  | keine weiteren Nominierungen |
| 1977 | David Raksin                    | Sonderauszeichnung für das Gesamtwerk                  | keine weiteren Nominierungen |
| 1978 | John Williams                   | Krieg der Sterne Unheimliche Begegnung der dritten Art | keine weiteren Nominierungen |
| 1979 | John Williams                   | Superman                                               | Jerry Goldsmith für The Boys from Brazil Dave Grusin für Der Himmel soll warten Jerry Goldsmith für Magic – Eine unheimliche Liebesgeschichte Paul Giovanni für The Wicker Man |
| 1980 | Miklós Rózsa                    | Flucht in die Zukunft                                  | Ken Thorne für Im Bann des Kalifen John Barry für Das schwarze Loch Paul Williams für Muppet Movie Jerry Goldsmith für Star Trek: Der Film |
| 1981 | John Barry                      | Ein tödlicher Traum                                    | Pino Donaggio für Dressed to Kill Béla Bartók für Shining John Williams für Das Imperium schlägt zurück Maurice Jarre für Der starke Wille |
| 1982 | John Williams                   | Jäger des verlorenen Schatzes                          | Laurence Rosenthal für Kampf der Titanen Colin Towns für Full Circle Jerry Goldsmith für Outland – Planet der Verdammten Ken Thorne für Superman II – Allein gegen alle |
| 1983 | John Williams                   | E.T. – Der Außerirdische                               | Basil Poledouris für Conan der Barbar Ken Thorne für Das Haus der Verdammten Jerry Goldsmith für Poltergeist David Whitaker für Talon im Kampf gegen das Imperium |
| 1984 | James Horner                    | Projekt Brainstorm                                     | Charles Bernstein für Entity – Es gibt kein Entrinnen vor dem Unsichtbaren, das uns verfolgt James Horner für Krull John Williams für Die Rückkehr der Jedi-Ritter James Horner für Das Böse kommt auf leisen Sohlen |
| 1985 | Jerry Goldsmith                 | Gremlins – Kleine Monster                              | Ralph Burns für Die Muppets erobern Manhattan Giorgio Moroder & Klaus Doldinger für Die unendliche Geschichte Michel Colombier für Purple Rain Brad Fiedel für Terminator |
| 1986 | Bruce Broughton                 | Das Geheimnis des verborgenen Tempels                  | Alan Silvestri für Zurück in die Zukunft Maurice Jarre für Die Braut James Horner für Cocoon Andrew Powell für Der Tag des Falken |
| 1987 | Alan Menken                     | Kleiner Laden voller Schrecken                         | James Horner für Feivel, der Mauswanderer John Carpenter für Big Trouble in Little China Howard Shore für Die Fliege Jerry Goldsmith für Link – Der Butler |
| 1988 | Alan Silvestri                  | Predator                                               | Christopher Young für Hellraiser – Das Tor zur Hölle Bruce Broughton für Monster Busters John Carpenter für Die Fürsten der Dunkelheit J. Peter Robinson für Toll treiben es die wilden Zombies John Williams für Die Hexen von Eastwick |
| 1990 | Christopher Young               | Hellbound – Hellraiser II                              | Danny Elfman für Beetlejuice Michael Hoenig für Der Blob Howard Shore für Die Unzertrennlichen John Massari für Space Invaders John Carpenter & Alan Howarth für Sie leben Alan Silvestri für Falsches Spiel mit Roger Rabbit |
| 1991 | Alan Silvestri                  | Zurück in die Zukunft III                              | Alan Silvestri für Abyss – Abgrund des Todes Christopher Young für Die Fliege 2 Maurice Jarre für Ghost – Nachricht von Sam Jerry Goldsmith für Gremlins 2 – Die Rückkehr der kleinen Monster Jack Hues für Das Kindermädchen James Horner für Liebling, ich habe die Kinder geschrumpft Simon Boswell für Santa sangre Jerry Goldsmith für Total Recall – Die totale Erinnerung Stanley Myers für Hexen hexen |
| 1992 | Loek Dikker                     | Body Parts                                             | Danny Elfman für Edward mit den Scherenhänden Steve Bartek für Prisoners Howard Shore für Das Schweigen der Lämmer Jerry Goldsmith für Der Feind in meinem Bett Jerry Goldsmith für Warlock – Satans Sohn |
| 1993 | Angelo Badalamenti              | Twin Peaks – Der Film                                  | Alan Menken für Aladdin Jerry Goldsmith für Basic Instinct Alan Menken für Die Schöne und das Biest Wojciech Kilar für Dracula Alan Silvestri für Der Tod steht ihr gut Hans Zimmer & Trevor Horn für Toys |
| 1994 | Danny Elfman                    | Nightmare Before Christmas                             | Marc Shaiman für Die Addams Family in verrückter Tradition Mark Isham für Feuer am Himmel Graeme Revell für Hard Target – Harte Ziele Marc Shaiman für 4 himmlische Freunde John Williams für Jurassic Park Christopher Young für Scary – Horrortrip in den Wahnsinn |
| 1995 | Howard Shore                    | Ed Wood                                                | Alan Silvestri für Forrest Gump Elliot Goldenthal für Interview mit einem Vampir Patrick Doyle für Mary Shelley’s Frankenstein Jerry Goldsmith für Shadow und der Fluch des Khan J. Peter Robinson für Freddy’s New Nightmare |
| 1996 | John Ottman                     | Die üblichen Verdächtigen                              | James Horner für Braveheart Christopher Young für Copykill Hans Zimmer für Crimson Tide – In tiefster Gefahr Danny Elfman für Dolores Howard Shore für Sieben |
| 1997 | Danny Elfman                    | Mars Attacks!                                          | Randy Edelman für Dragonheart Danny Elfman für The Frighteners David Arnold für Independence Day Nick Glennie-Smith, Hans Zimmer & Harry Gregson-Williams für The Rock – Fels der Entscheidung Jerry Goldsmith für Star Trek: Der erste Kontakt |
| 1998 | Danny Elfman                    | Men in Black                                           | Alan Silvestri für Contact Joseph Vitarelli für Alles Unheil kommt von oben John Powell für Im Körper des Feindes Michael Nyman für Gattaca David Arnold für James Bond 007 – Der Morgen stirbt nie |
| 1999 | John Carpenter                  | John Carpenters Vampire                                | George S. Clinton für Wild Things George Fenton für Auf immer und ewig Thomas Newman für Rendezvous mit Joe Black Trevor Rabin für Armageddon – Das jüngste Gericht Hans Zimmer für Der Prinz von Ägypten |
| 2000 | Danny Elfman                    | Sleepy Hollow                                          | Jerry Goldsmith für Die Mumie David Newman für Galaxy Quest – Planlos durchs Weltall Randy Newman für Toy Story 2 Thomas Newman für The Green Mile Michael Nyman & Damon Albarn für Ravenous – Friss oder stirb |
| 2001 | James Horner                    | Der Grinch                                             | James Newton Howard für Dinosaurier Hans Zimmer & Lisa Gerrard für Gladiator Jerry Goldsmith für Hollow Man – Unsichtbare Gefahr Hans Zimmer & John Powell für Der Weg nach El Dorado Tan Dun & Yo-Yo Ma für Tiger and Dragon |
| 2002 | John Williams                   | A.I. – Künstliche Intelligenz                          | Howard Shore für Der Herr der Ringe: Die Gefährten Angelo Badalamenti für Mulholland Drive – Straße der Finsternis Joseph LoDuca für Pakt der Wölfe John Powell & Harry Gregson-Williams für Shrek – Der tollkühne Held Nancy Wilson für Vanilla Sky |
| 2003 | Danny Elfman                    | Spider-Man                                             | Howard Shore für Der Herr der Ringe: Die zwei Türme John Williams für Minority Report Reinhold Heil & Johnny Klimek für One Hour Photo Joe Hisaishi für Chihiros Reise ins Zauberland John Williams für Star Wars: Episode II – Angriff der Klonkrieger |
| 2004 | Howard Shore                    | Der Herr der Ringe: Die Rückkehr des Königs            | Thomas Newman für Findet Nemo Danny Elfman für Hulk Jerry Goldsmith für Looney Tunes: Back in Action Klaus Badelt für Fluch der Karibik John Ottman für X-Men 2 |
| 2005 | Alan Silvestri                  | Van Helsing                                            | John Williams für Harry Potter und der Gefangene von Askaban Michael Giacchino für The Incredibles – Die Unglaublichen Alan Silvestri für Der Polarexpress Ed Shearmur für Sky Captain and the World of Tomorrow Danny Elfman für Spider-Man 2 |
| 2006 | John Williams                   | Star Wars: Episode III – Die Rache der Sith            | James Newton Howard & Hans Zimmer für Batman Begins Danny Elfman für Charlie und die Schokoladenfabrik Patrick Doyle für Harry Potter und der Feuerkelch John Ottman für Kiss Kiss, Bang Bang John Williams für Krieg der Welten |
| 2007 | John Ottman                     | Superman Returns                                       | David Arnold für James Bond 007: Casino Royale Trevor Rabin für Flyboys – Helden der Lüfte Douglas Pipes für Monster House Tom Tykwer, Reinhold Heil & Johnny Klimek für Das Parfum – Die Geschichte eines Mörders John Powell für X-Men: Der letzte Widerstand |
| 2008 | Alan Menken                     | Verwünscht                                             | Tyler Bates für 300 Mark Mancina für Der Klang des Herzens John Powell für Das Bourne Ultimatum Nicholas Hooper für Harry Potter und der Orden des Phönix Jonny Greenwood für There Will Be Blood |
| 2009 | Hans Zimmer James Newton Howard | The Dark Knight                                        | Clint Eastwood für Der fremde Sohn Ramin Djawadi für Iron Man John Powell für Jumper Alexandre Desplat für Der seltsame Fall des Benjamin Button John Ottman für Operation Walküre – Das Stauffenberg-Attentat |
| 2010 | James Horner                    | Avatar – Aufbruch nach Pandora                         | Tarô Iwashiro für Red Cliff Christopher Young für Drag Me to Hell Hans Zimmer für Sherlock Holmes Brian Eno für In meinem Himmel Michael Giacchino für Oben |
| 2011 | Hans Zimmer                     | Inception                                              | John Powell für Drachenzähmen leicht gemacht Michael Giacchino für Let Me In Clint Eastwood für Hereafter – Das Leben danach Daft Punk für Tron: Legacy Gottfried Huppertz für Metropolis |
| 2012 | Michael Giacchino               | Super 8                                                | John Williams für Die Abenteuer von Tim und Struppi – Das Geheimnis der Einhorn Michael Giacchino für Mission: Impossible – Phantom Protokoll John Williams für Gefährten Alan Silvestri für Captain America: The First Avenger Howard Shore für Hugo Cabret |
| 2013 | Danny Elfman                    | Frankenweenie                                          | Mychael Danna für Life of Pi: Schiffbruch mit Tiger Dario Marianelli für Anna Karenina Thomas Newman für James Bond 007: Skyfall Howard Shore für Der Hobbit: Eine unerwartete Reise Hans Zimmer für The Dark Knight Rises |
| 2014 | Haim Frank Ilfman               | Big Bad Wolves                                         | Danny Elfman für Die fantastische Welt von Oz Howard Shore für Der Hobbit: Smaugs Einöde Brian Tyler für Iron Man 3 Brian Tyler für Die Unfassbaren – Now You See Me John Williams für Die Bücherdiebin |
| 2015 | Hans Zimmer                     | Interstellar                                           | Henry Jackman für The Return of the First Avenger Michael Giacchino für Planet der Affen: Revolution Alexandre Desplat für Godzilla Howard Shore für Der Hobbit: Die Schlacht der Fünf Heere John Powell für Drachenzähmen leicht gemacht 2 |
| 2016 | John Williams                   | Star Wars: Das Erwachen der Macht                      | Jóhann Jóhannsson für Sicario Junkie XL für Mad Max: Fury Road M. M. Keeravani für Baahubali: The Beginning Ennio Morricone für The Hateful Eight Fernando Velázquez für Crimson Peak |
| 2017 | Justin Hurwitz                  | La La Land                                             | Michael Giacchino für Doctor Strange Michael Giacchino für Rogue One: A Star Wars Story James Newton Howard für Phantastische Tierwesen und wo sie zu finden sind Thomas Newman für Passengers John Williams für BFG – Big Friendly Giant |
| 2018 | Michael Giacchino               | Coco – Lebendiger als das Leben!                       | Ludwig Göransson für Black Panther John Debney & Joseph Trapanese für Greatest Showman Alexandre Desplat für Shape of Water – Das Flüstern des Wassers John Williams für Star Wars: Die letzten Jedi Carter Burwell für Wonderstruck |
| 2019 | Marc Shaiman                    | Mary Poppins’ Rückkehr                                 | Danny Elfman für Dumbo Bear McCreary für Godzilla II: King of the Monsters Alan Menken für Aladdin Alan Silvestri für Avengers: Endgame Alan Silvestri für Ready Player One |
| 2021 | John Williams                   | Star Wars: Der Aufstieg Skywalkers                     | Ludwig Göransson für Tenet Nathan Johnson für Knives Out – Mord ist Familiensache Jung Jae-il für Parasite Thomas Newman für 1917 Trent Reznor & Atticus Ross für Mank |
| 2022 | Danny Elfman                    | Doctor Strange in the Multiverse of Madness            | Michael Abels für Nope Nicholas Britell für Cruella Michael Giacchino für The Batman Nathan Johnson für Nightmare Alley Howard Shore für Crimes of the Future Joel P. West für Shang-Chi and the Legend of the Ten Rings |
| 2024 | John Williams                   | Indiana Jones und das Rad des Schicksals               | Marco Beltrami für Renfield Simon Franglen für Avatar: The Way of Water Alan Menken für Arielle, die Meerjungfrau Daniel Pemberton für Spider-Man: Across the Spider-Verse Mark Ronson & Andrew Wyatt für Barbie |
| 2025 | Danny Elfman                    | Beetlejuice Beetlejuice                                | Hans Zimmer für Dune: Part Two Dario Marianelli für Ghostbusters: Frozen Empire John Paesano für Planet der Affen: New Kingdom Cristobal Tapia de Veer für Smile 2 – Siehst du es auch? James Newton Howard für Die Tribute von Panem – The Ballad of Songbirds and Snakes |